# Liste de murs et murailles

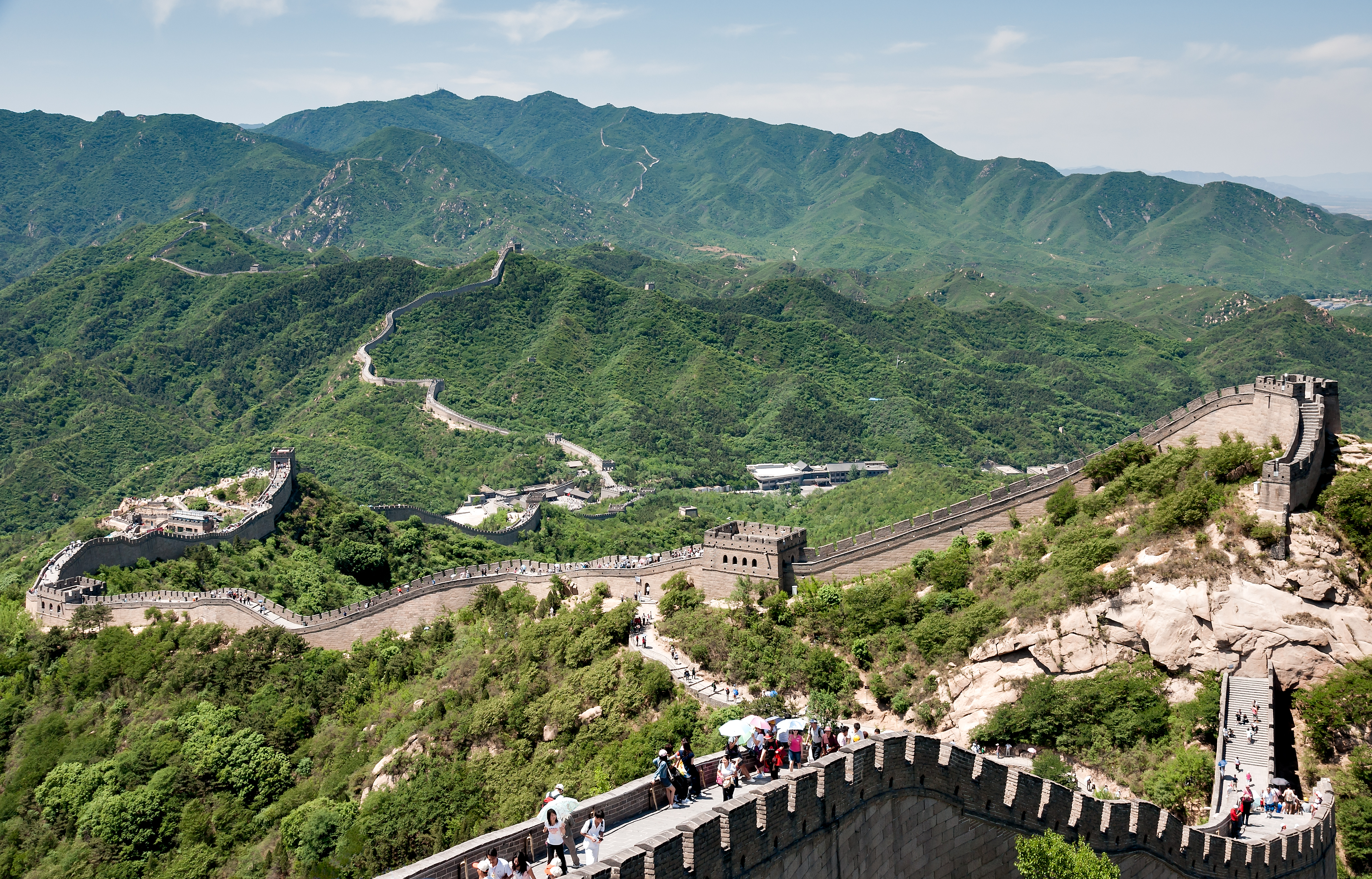
La Grande Muraille de Chine.

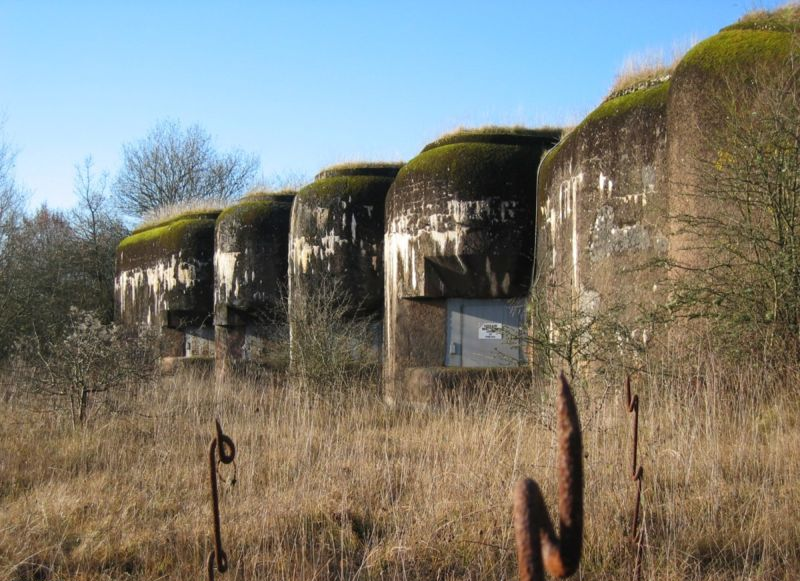
La Ligne Maginot.

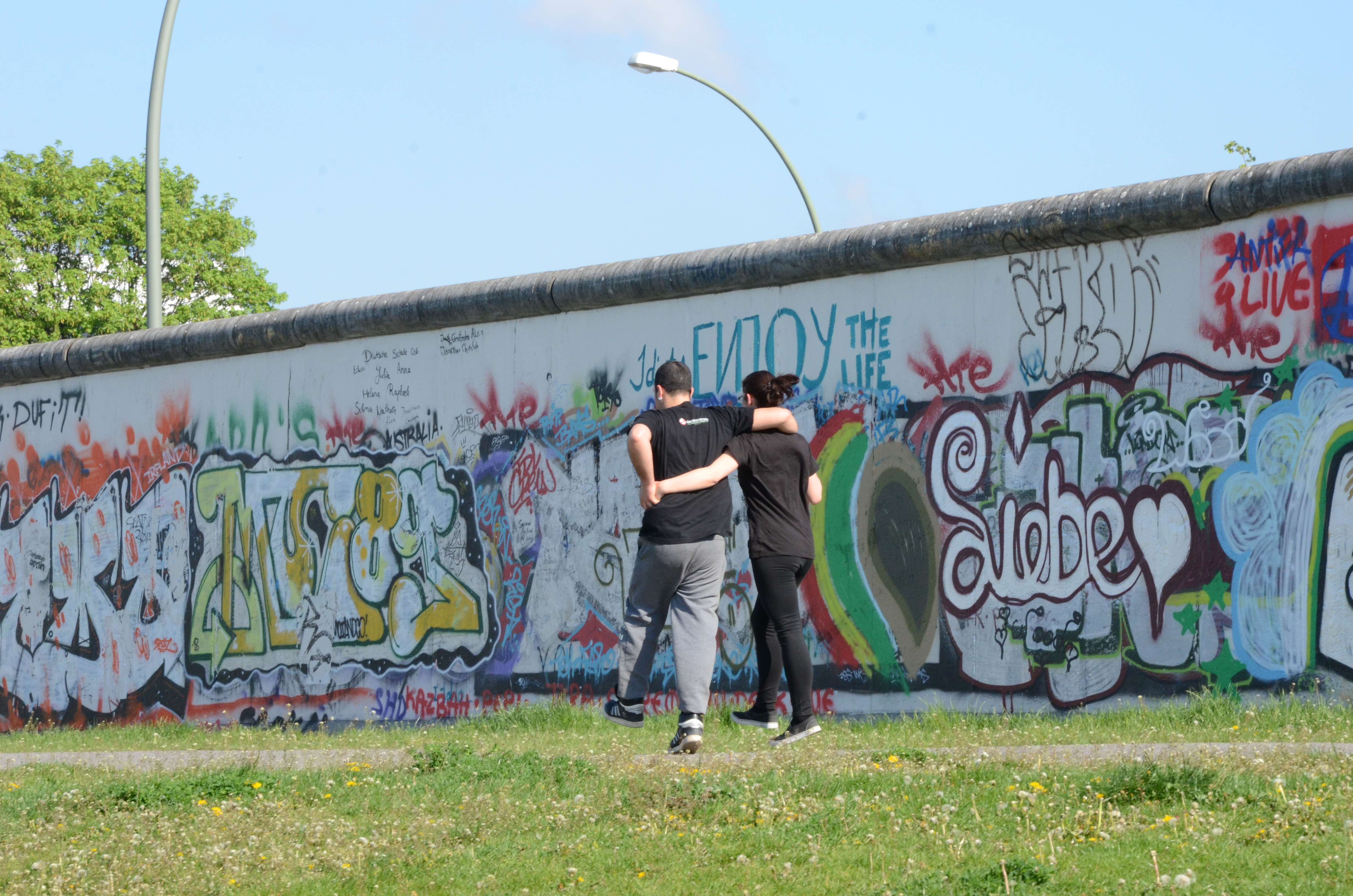
Le Mur de Berlin.

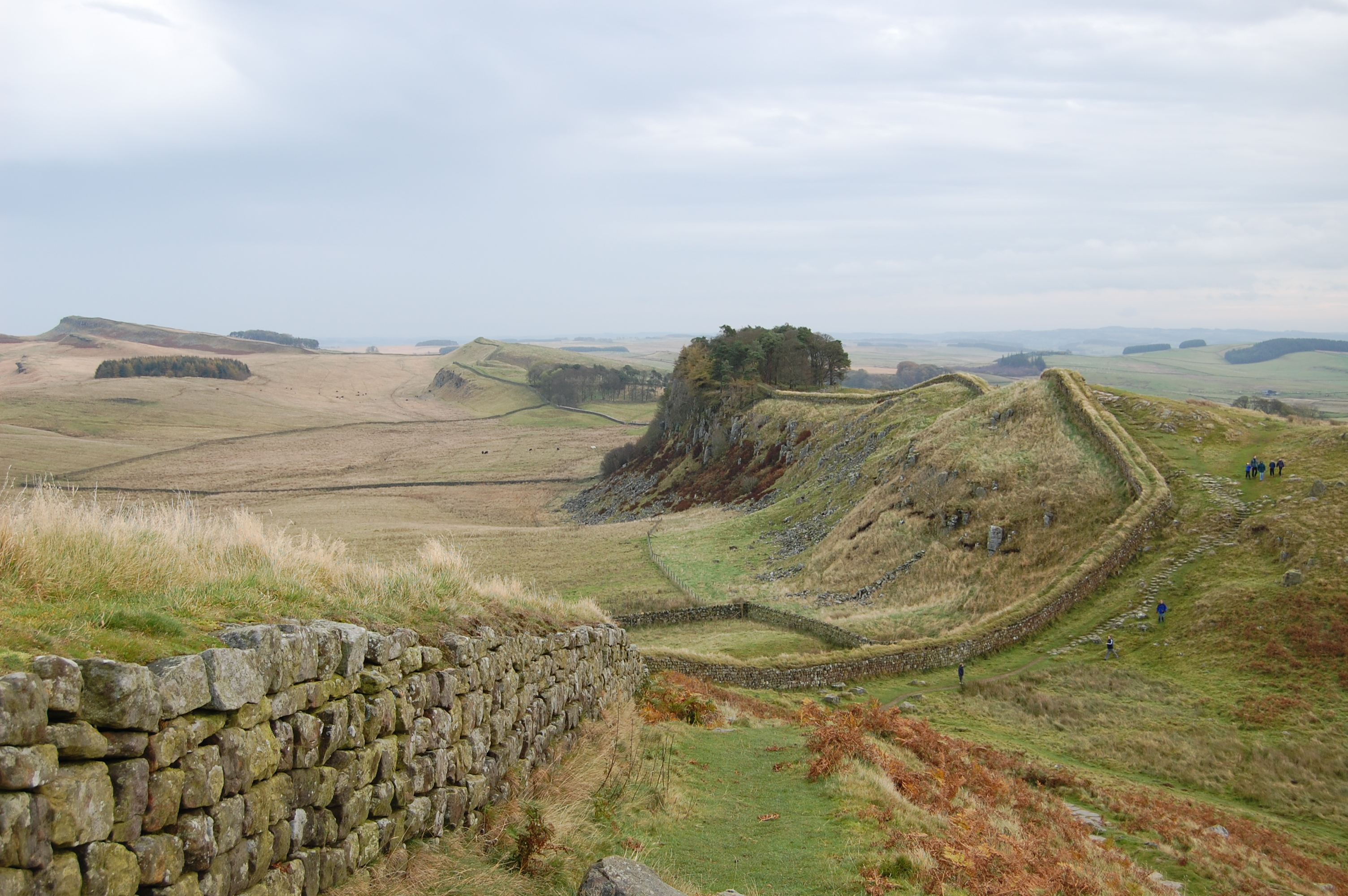
Le Mur d'Hadrien.

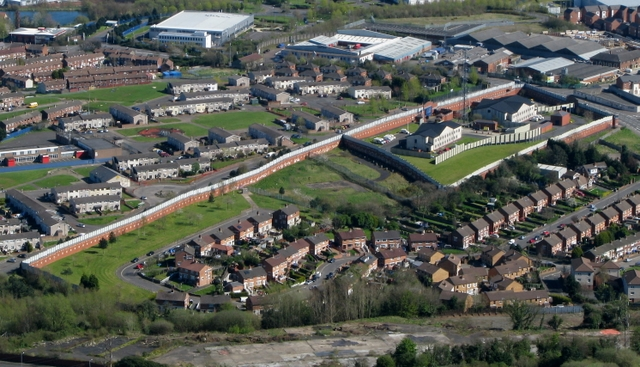
Les Murs de la paix.

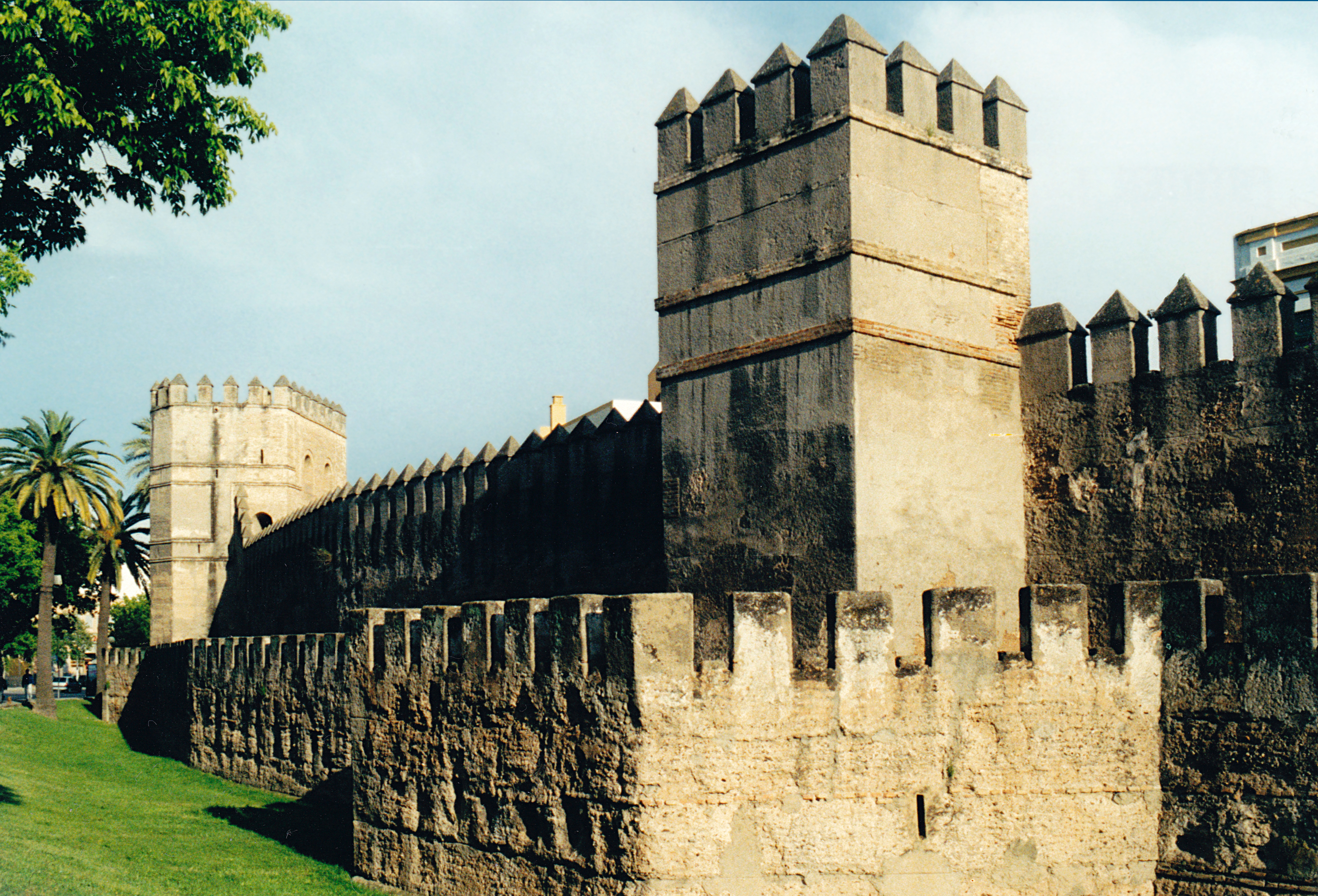
Les Murailles de Séville.

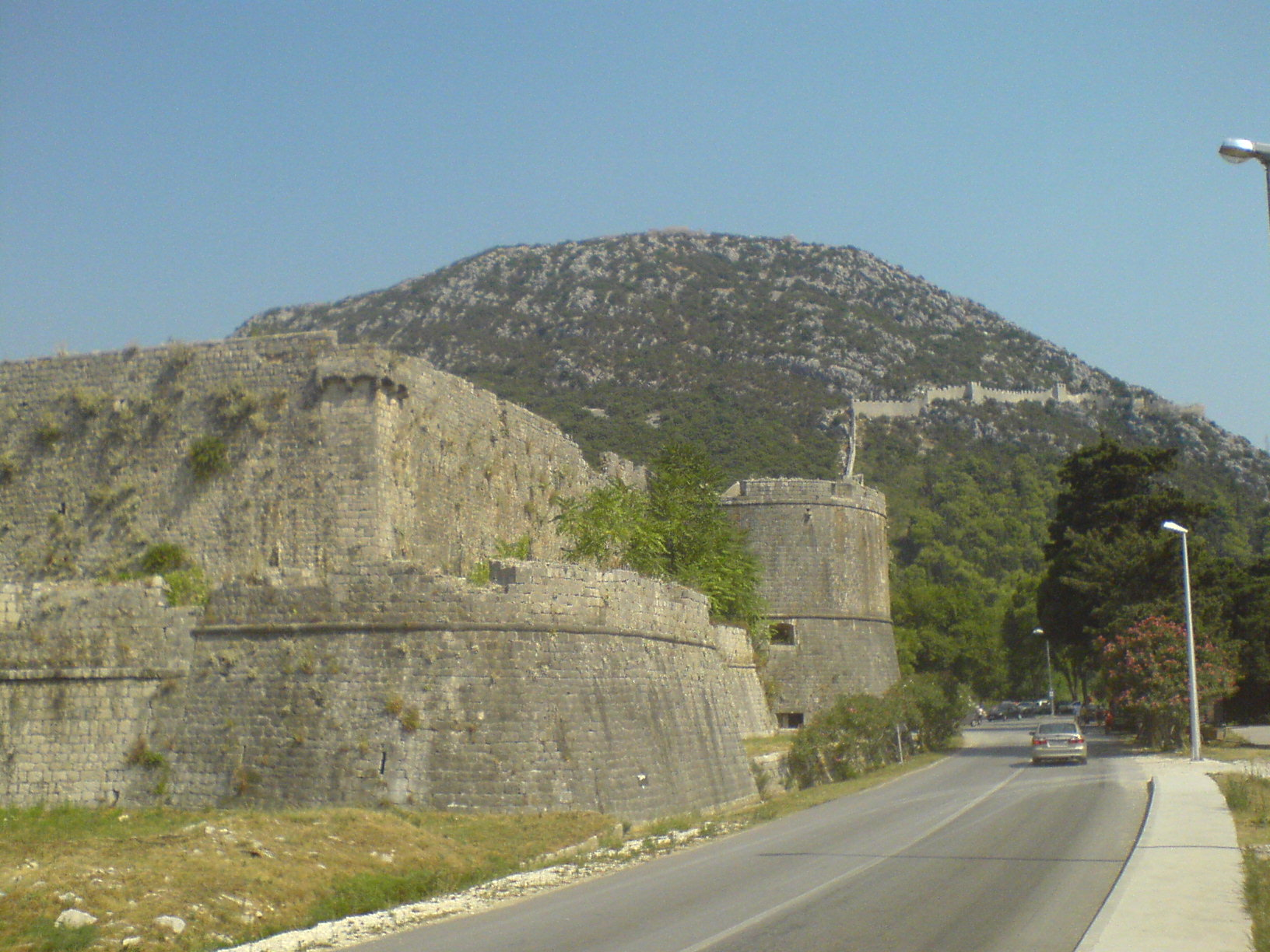
La Muraille de Ston.

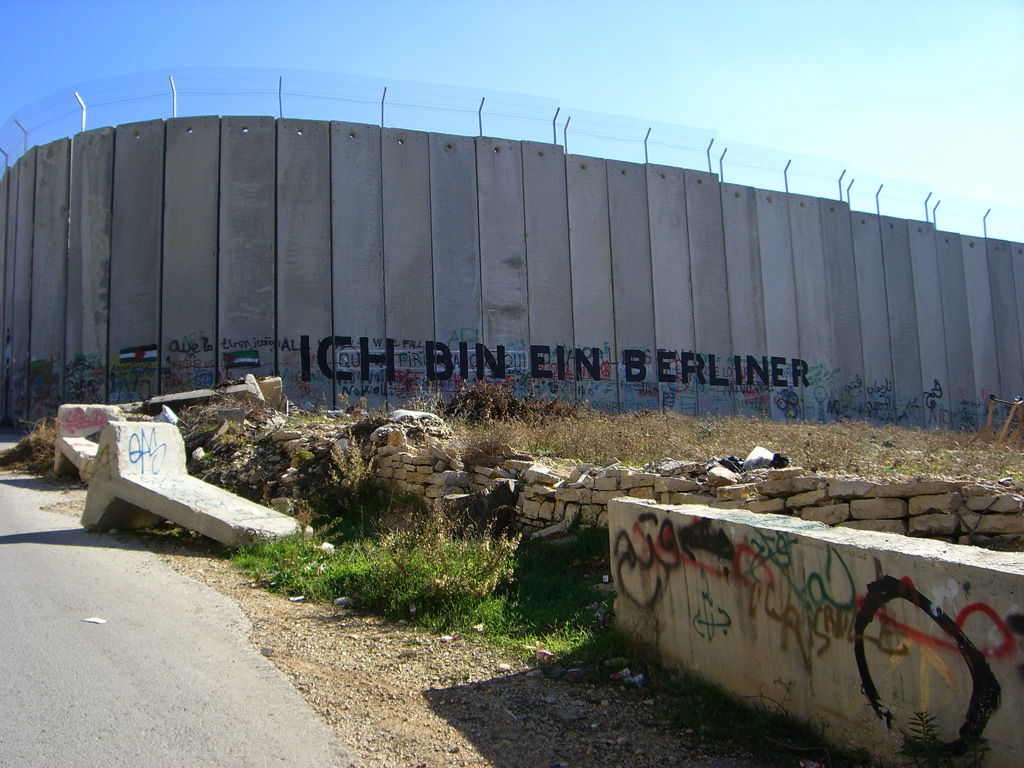
La Barrière de séparation israélienne, avec l'inscription Ich bin ein Berliner faisant référence au Mur de Berlin.

## Murs
- Le mur de Thémistocle  à Athènes ;
- Les longs Murs à Athènes ;
- Le mur d'Aurélien à Rome ;
- Le mur d'Anastase près de Constantinople;
- Le mur d'Antonin en Écosse ;
- Le mur d'Hadrien en Angleterre ;
- Le mur d'Hexamilion dans l'isthme du Péloponnèse en Grèce ;
- Les murs de Vetulonia en Italie ;
- Le mur de Trajan en Europe de l'Est ;
- Le murus Gallicus de Lyon ;
- Le mur gallo-romain de Saint Lupien à Rezé en France ;
- Le mur de terrasse antique à Bourgoin-Jallieu en France ;
- Le mur païen du mont Sainte-Odile en France ;
- Le mur de l'Atlantique en France (ligne de défense) ;
- Le mur de la Méditerranée en France (ligne de défense) ;
- Le mur de Berlin en Allemagne ;
- Les murs de Cesena en Italie;
- Le mur de la Faim à Prague ;
- Le mur des Fédérés dans le cimetière du Père-Lachaise, à Paris ;
- Le mur des Fermiers généraux à Paris (1785-1860) ;
- Le mur de la Démocratie, à Pékin (1978-1979) ;
- Le mur de la peste  en France ;
- Les murs de Jéricho en Israël ;
- Le mur des Lamentations à Jérusalem (aussi nommé le mur occidental ou mur Al-Buraq) ;
- Le mur Lennon à Prague ;
- Le mur de Londres en Angleterre ;
- Les murs de Benin City au Bénin ;
- Le mur de Calais en France ;
- Le mur d'enceinte de l'abbaye de Villers-la-Ville en Belgique ;
- Les murs de l'enceinte de Paris au Carrousel du Louvre ;
- Le mur de via Anelli à Padoue en Italie ;
- Les murs de Fiesole près de Florence en Italie ;
- Le mur des je t'aime à Montmartre en France ;
- Le mur pour la Paix à Paris ;
- Les murs orientaux (murs de prière juifs) ;
- Les murs d'enceinte de Salonique en Grèce.

## Murailles
- Les murailles de Constantinople en Turquie ;
- La muraille punique de Carthagène ;
- La muraille Servienne à Rome;
- La muraille de Lugo en Espagne;
- Les murailles romaines de Toulaud en France ;
- La Grande Muraille de Chine  (dont Badaling, grande muraille de Hushan, Mutianyu et Simatai) ;
- La grande muraille du Sud de la Chine ;
- La muraille de Bâle  en Suisse ;
- La muraille romaine de Barcelone en Espagne ;
- La muraille de Tarragone en Espagne ;
- Les murailles de Séville en Espagne ;
- Les murailles de Ségovie en Espagne ;
- La muraille d'Astorga (es) en Espagne ;
- La muraille de Ston en Croatie ;
- Les murailles  de Cordoue en Espagne ;
- Le Vietnam Veterans Memorial à Washington, DC ;
- Les murailles de Lima au Pérou ;
- La muraille de Séoul  en Corée du Sud.

## Barrières de séparationcontemporaines
- la clôture électrique entre la Belgique et les Pays-Bas au cours de la Première Guerre mondiale ;
- Le rideau de fer en Allemagne ;
- Le mur américano-mexicain à la frontière entre les États-Unis et le Mexique ;
- La zone coréenne démilitarisée entre la Corée du Nord et la Corée du Sud ;
- La barrière de séparation israélienne en Cisjordanie ;
- Les murs de la paix en Irlande du Nord ;
- La barrière de séparation marocaine au Maroc, protégeant le Maroc des incursions du Front Polisario ;
- Le mur de la frontière entre la Tunisie et la Libye (anti infiltrations terroristes) ;
- Le mur-frontière entre la Bulgarie et la Turquie ;
- Le barrage de Djibouti ;
- La barrière entre l'Irak et le Koweït ;
- La barrière entre l'Arabie saoudite et l'Irak ;
- La barrière frontière hongroise entre la Hongrie et la Serbie, la Croatie et la Roumanie (crise des réfugiés Syriens 2015) ;
- Le mur de barbelés à la frontière entre l'Autriche et la Slovénie[1]. Premier mur intra-Schengen de l'histoire ;
- La ligne verte entre les parties grecques et turques de Chypre ;
- La barrière de Ceuta délimitant l'enclave de Ceuta au Maroc ;
- La barrière de Melilla délimitant l'enclave de Melilla au Maroc.